# Slender Man (film)
Slender Man è un film del 2018 diretto da Sylvain White.
Basato sull'omonimo personaggio creato da Victor Surge, protagonista di racconti dell'orrore, videogiochi, film e vicende di cronaca.

## Trama
Nella cittadina di Winsford, in Massachusetts, Hallie Knudsen, Katie Jensen e le loro amiche Chloe e Wren si avvicinano a un gruppo di ragazzi per sondare i loro piani serali, ma viene detto loro che è top secret. Durante una festa in pigiama nel seminterrato della dimora di Katie, le ragazze discutono delle intenzioni dei ragazzi di evocare lo Slender Man, un essere soprannaturale alto, snello e terrificante con un volto senza tratti distintivi, tristemente noto in tutta Internet come un individuo minaccioso che prende di mira principalmente bambini innocenti seducendoli e poi rapendoli; successivamente visitano un sito Web contenente un collegamento a un video inquietante che dimostra come è possibile contattarlo. La settimana successiva, durante una gita scolastica allo storico cimitero di Clifton, Katie viene perseguitata da una presenza paranormale tra gli alberi. Passa un breve lasso di tempo prima che scompaia senza lasciare traccia, costringendo l'intera folla di studenti a rimanere indietro per ore fino all'arrivo della polizia per iniziare a esaminare i locali. Decisi a cercare indizi nella sua abitazione, gli altri tre recuperano il suo computer portatile, scoprendo che Katie, che viveva infelicemente da sola con il padre alcolizzato, era rimasta coinvolta nell'occulto, sviluppando una malsana ossessione per gli avvistamenti e i video di Slender Man e inviando messaggi ad Allison Riley, identificabile anche tramite il suo nickname online "AlleyKat93", riguardo ai metodi per contattare il personaggio, che l'avrebbe portata via dal suo ambiente attualmente miserabile.
Allison spiega che infetta le menti delle persone in modo simile a un virus, alla fine rendendole completamente pazze o rapendole, e per salvare Katie dalle sue grinfie, il trio deve "svelarsi", il che interpretano come la consegna di un oggetto che è molto speciale per ognuno di loro. Wren porta un pezzo di ceramica fatto a mano che ha creato quando aveva cinque anni, Chloe offre una foto di lei e di suo padre scattata prima della sua scomparsa qualche mese dopo, e Hallie cede la coperta della sorella minore Lizzie, tessuta dalla nonna alla sua nascita. Dopo aver studiato la mitologia di Slender Man, Wren ordina a Hallie e Chloe di indossare delle bende e avverte la coppia di non toglierle o di aprire gli occhi per guardare direttamente il suo viso mentre lo contattano, anche se sentono qualcosa, per paura della morte o della pazzia. Tuttavia, Chloe va nel panico e fugge, incontrando da vicino Slender Man. Qualche tempo dopo, entra in casa di Chloe e la fa impazzire.
Wren, che soffre di visioni spaventose, fa ulteriori ricerche sulla figura nella biblioteca locale, dove la attacca, e Hallie tenta senza successo di andare avanti con la questione trascorrendo la notte con il suo fidanzato Tom, cosa per cui Wren la rimprovera. Nel frattempo, Lizzie soffre di un grave attacco di panico e viene ricoverata in ospedale e sedata. Esaminando attentamente il suo computer, Hallie scopre che Wren, aiutata da Lizzie, aveva tentato di contattare Slender Man.
Diretta alla residenza di Wren per affrontarla, Hallie si imbatte in informazioni che Wren ha raccolto nella sua camera da letto riguardanti Slender Man e le sue vittime, una delle quali era Allison Riley, una paziente psichiatrica che sosteneva che l'entità malevola fosse fuggita con nove dei suoi coetanei. Dopo che Hallie la dissuade dal suicidarsi, Wren, sentendosi in colpa per aver causato la recente catena di eventi, crolla e confessa che Lizzie si è avvicinata a lei con interesse per Slender Man e le ha chiesto di accompagnarla nel bosco, dove gli ha offerto il suo orsacchiotto di peluche. Ammette quindi che i sacrifici che gli avevano fatto in precedenza non erano sufficienti, poiché si sarebbe riposato solo dopo averli catturati tutti fisicamente. All'improvviso, Slender Man rompe la finestra di vetro e la rapisce, trascinandola fuori con i suoi tentacoli che appaiono a forma di rami. Hallie, ora rendendosi conto che la sua unica opzione disponibile per salvare Lizzie è sacrificarsi a lui, si avventura nella zona boscosa per affrontarlo in anticipo. Incontrando il mostro, lei lo supplica di prendere lei al suo posto. Lui acconsente e si muove per afferrarla mentre lei cerca di scappare. Usando le sue enormi appendici per attraversare la foresta come un ragno, la afferra e la intrappola, entrambi fusi insieme in un albero. Lizzie si sveglia in ospedale urlando per la sorella, ma alla fine si riprende con successo e riflette su ciò che è successo al quartetto.

## Produzione
Nel maggio 2016 la Sony Pictures Entertainment aveva iniziato a sviluppare Slender Man, un film basato sul personaggio mitico soprannaturale creato da Erik Knudsen, con la sceneggiatura scritta da David Birke. Screen Gems di Sony era in trattative con Mythology Entertainment, Madhouse Entertainment e It Is No Dream Entertainment per produrre e distribuire il progetto.
Prima della pubblicazione, i produttori hanno venduto il film ad altri distributori in seguito a disaccordi con lo studio riguardo alla versione e alla strategia di marketing. Dopo che il film è stato distribuito, Bloody Disgusting ha riferito che Screen Gems aveva richiesto ai produttori di soddisfare un voto MPAA PG-13 e che diverse scene erano state tagliate per timore di reazioni pubbliche, con conseguenti problemi di transizione nel film.
Nel maggio 2017, Joey King, Julia Goldani Telles, Jaz Sinclair, Annalise Basso, Talitha Bateman (che in seguito sarebbe stata sostituita da Taylor Richardson) e Alex Fitzalan si sono uniti al cast. Nel luglio 2017, è stato aggiunto anche Kevin Chapman, per interpretare un padre alcolizzato emotivamente sconfitto.
Le riprese del film sono iniziate il 19 giugno 2017 a Boston e sono terminate il 28 luglio.

## Promozione
Il primo trailer del film viene diffuso il 3 gennaio 2018, mentre la versione italiana viene diffusa il 9 gennaio. Un secondo trailer è stato diffuso il 26 luglio 2018.

## Distribuzione
La pellicola è stata distribuita nelle sale cinematografiche statunitensi a partire dal 10 agosto 2018 ed in quelle italiane dal 6 settembre dello stesso anno.

## Accoglienza

### Incassi
Al 25 novembre 2018, il film ha incassato 51,7 milioni di dollari in tutto il mondo, di cui 30,5 negli Stati Uniti e 21,1 nel resto del mondo.

### Critica
Sull'aggregatore Rotten Tomatoes il film ha una percentuale di gradimento dell'8% basato su 80 recensioni con un voto medio di 3.20 su 10, il consenso critico cita: «Slender Man potrebbe anche essere magro, ma è decisamente robusto se paragonato al fragile assorbimento di spaventi generato dal potenziale killer che porta il suo nome». Su Metacritic ottiene un punteggio di 30 su 100, basato su 15 recensioni.

## Casi mediatici
Subito dopo la diffusione del primo trailer, Bill Weier, padre di una delle due ragazze che nel 2014 tentarono di uccidere una loro coetanea dopo aver creduto alle leggende sulla creatura, dichiara: «Stanno facendo spettacolo e rendendo popolare quella che è stata una vera e propria tragedia. A mio parere è qualcosa di assolutamente deprecabile. Non si sta facendo altro che causare ulteriore dolore alle famiglie che hanno sofferto per via di questa storia».